# Samal (Bataan)
Samal è una municipalità di quarta classe delle Filippine, situata nella Provincia di Bataan, nella Regione del Luzon Centrale.
Samal è formata da 14 baranggay:
- East Calaguiman (Pob.)
- East Daang Bago (Pob.)
- Gugo
- Ibaba (Pob.)
- Imelda
- Lalawigan
- Palili
- San Juan (Pob.)
- San Roque (Pob.)
- Santa Lucia
- Sapa
- Tabing Ilog
- West Calaguiman (Pob.)
- West Daang Bago (Pob.)